# Heinz Klein-Arendt

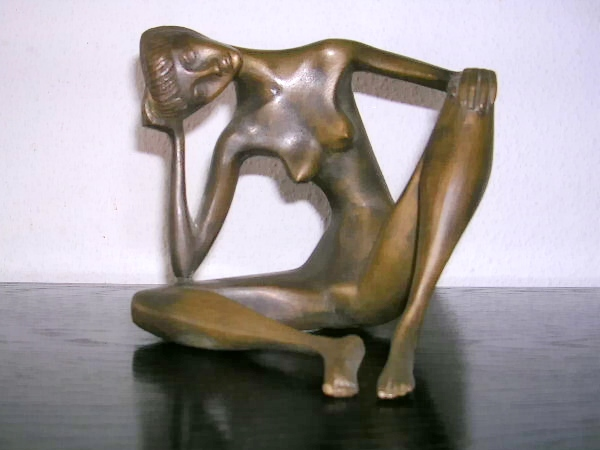
Sitzendes Mädchen, 1968, Kleinplastik aus Bronze, Privatbesitz

Heinrich „Heinz“ Klein-Arendt (* 23. Juni 1916 in Köln; † 15. Juli 2005 in Bergheim-Oberaußem) war ein deutscher Bildhauer. Neben seinen Kleinplastiken wurde er vor allem in den 1950er- und 1960er-Jahren durch verschiedene Werke im öffentlichen Raum bekannt.

## Leben

### Werdegang
Heinrich „Heinz“ Klein-Arendt wurde von seinem älteren Bruder erzogen, der ihm den Vater ersetzen musste. Er interessierte sich früh für Kunst, Literatur und Musik und betrieb außerdem aktiv Leichtathletik. Bei seinem späteren bildnerischen Schaffen leitete er Figurenpositionen oft aus sportlichen, insbesondere gymnastischen Bewegungsabläufen ab.
Nach dem Abitur musste er seine Pflichtzeit im Reichsarbeitsdienst ableisten und dann seiner Wehrpflicht nachkommen, die mit dem Beginn des Zweiten Weltkrieges zusammenfiel. Von 1938 bis 1945 war er Soldat in der Wehrmacht. Aufgrund einer Kriegsverwundung bekam er einen Studienurlaub in Königsberg, wo er von 1941 bis 1942 an der dortigen Kunstakademie bei Professor Hans Wissel studierte. Im weiteren Kriegsverlauf wurde Klein-Arendt noch mehrmals verwundet und verlor dabei sein linkes Auge, wodurch das für einen Bildhauer wichtige räumliche Sehen stark beeinträchtigt wurde.
Nach Kriegsende machte Klein-Arendt zunächst in Köln eine Ausbildung als Steinmetz. Von 1947 bis 1952 studierte er Bildhauerei an der Staatlichen Kunstakademie in Düsseldorf bei Professor Josef „Sepp“ Mages. Zu seinen Mitstudenten in der Bildhauerklasse von Mages gehörten unter anderem Günter Grass und Anneliese Langenbach. Grass erinnerte sich später gern an Klein-Arendt, der ihm die klassische Musik näher gebracht hatte. In seiner 2006 erschienenen Autobiografie Beim Häuten der Zwiebel setzte der Literaturnobelpreisträger Grass dem „Kriegsveteran mit Glasauge“, der die Angewohnheit hatte, „Tag für Tag Themen und Motive aus allen neun Beethoven-Symphonien, zudem aus Klavierkonzerten“ zu pfeifen, ein literarisches Denkmal und schrieb zusammenfassend: „So kam ich beiläufig zu musikalischer Bildung“.
Bei Mages schuf Klein-Arendt Frauengestalten in archaischer Strenge, die für sein figürliches Werk wegweisend wurden. Die menschliche Figur, zumeist als Akt, blieb für ihn das bestimmende Thema. Klein-Arendt sagte später, „Mages habe ihn sehend gemacht“.

### Wirken

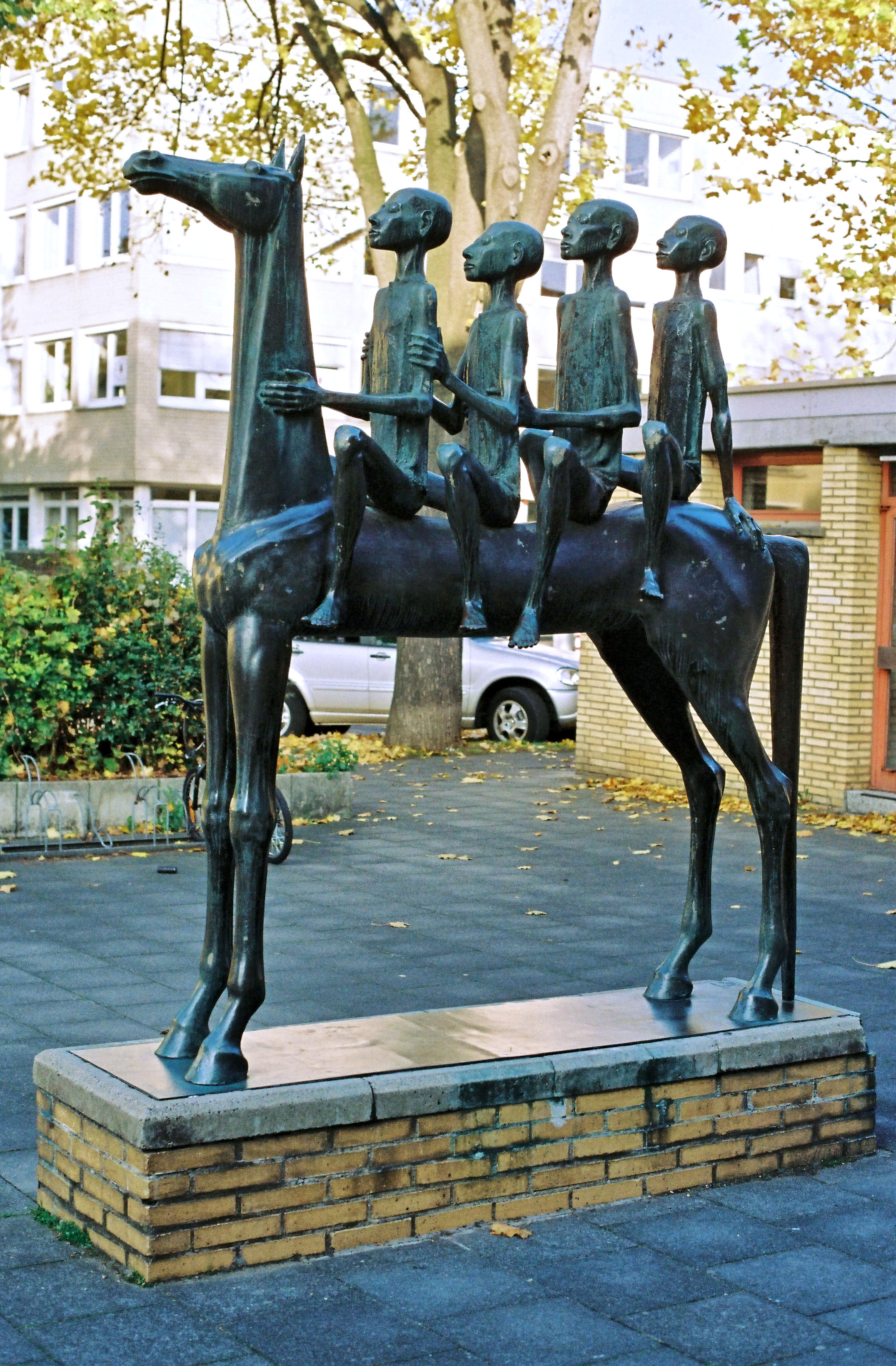
Die vier Haimonskinder, 1969, Figurengruppe aus Bronze auf Steinsockel (im Besitz der Stadt Köln, aufgestellt vor der Grundschule Geilenkircher Straße in Köln-Braunsfeld)

Seit Mitte der 1950er-Jahre arbeitete Klein-Arendt als freischaffender Bildhauer. Er erhielt eine Reihe von öffentlichen Aufträgen, beispielsweise als Wettbewerbserfolge für Sonnenuhren, die vor Schulen in Duisburg und Köln aufgestellt wurden, sowie für Skulpturen und Plastiken zur künstlerischen Gestaltung von öffentlichen Plätzen.
Zu seinen herausragenden Arbeiten gehören dabei unter anderem folgende Werke: Vor dem Behördenhaus in Coesfeld die überlebensgroße Figurenstele Mütter mit Kindern (1962), die Klein-Arendt als „Symbol des Behütenden“ schuf; vor der Schule Geilenkircher Straße in Köln-Braunsfeld die bronzene Figurengruppe Die vier Haimonskinder (1969) mit Gestalten aus dem karolingischen Sagenkreis, der Haimonskinder-Sage – den „Wunderhengst“ Bayard, der die vier Haimonskinder in die Freiheit trägt, sah Klein-Arendt als „Symbol der Schule, die den Werdenden in das Leben hinausführt“; sowie auf dem Hubert-Rheinfeld-Platz in der Bergheimer Innenstadt die bronzene Figurengruppe In Erwartung des Vaters (1981), bei der Klein-Arendt das Thema „Mutter mit Kindern“ erneut aufgriff.
Klein-Arendt beschäftigte sich mit der gesamten Palette bildnerischer Möglichkeiten, und die Formate seiner Skulpturen und Plastiken reichen von Kleinplastiken in „Fingergröße“ bis zur Überlebensgröße bei Figuren und Figurengruppen. Geprägt durch seine traumatischen Kriegserlebnisse, schuf er stets harmonisierende Formen. Neben dem „Bemühen um Materialgerechtigkeit“ suchte er dabei vor allem „die Geschlossenheit der Form“.
Er arbeitete zunächst mit Naturstein und wandte sich seit den 1960er-Jahren mehr und mehr der Bronze zu, setzte sich aber auch mit anderen Materialien wie beispielsweise Ton, Plastilin, Gips und Kupfer auseinander. Neben der Schaffung von Skulpturen und Plastiken galt sein künstlerisches Interesse der Schrift.
Da er sich dem kommerziellen „Kunstbetrieb“ verweigerte, nahm er zeitweise Aufträge zur künstlerischen Gestaltung von Grabstelen und Grabstein-Inschriften an, um den Lebensunterhalt für sich und seine Familie zu sichern. Von ihm gestaltete Grabmale wurden unter anderem auf der Bundesgartenschau in Köln 1957 ausgestellt und finden sich auf verschiedenen Friedhöfen in Köln und Umgebung.

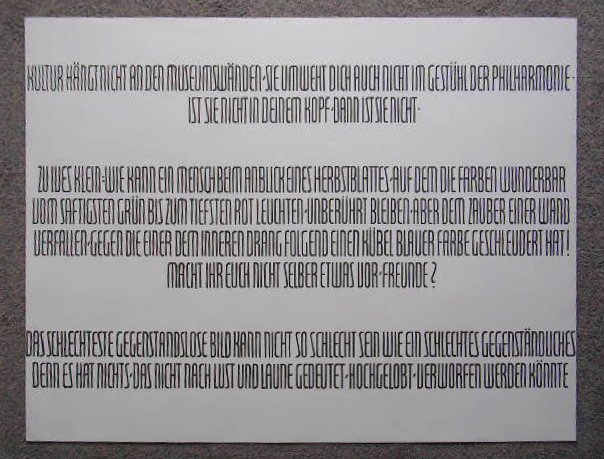
Kalligraphische Arbeit 2003

1971 zog er mit seiner Familie von Köln nach Bergheim-Oberaußem um. Neben seiner bildhauerischen Arbeit gab er von 1973 bis 1989 als Lehrbeauftragter am Anton-Heinen-Haus in Bergheim die Kurse „Bildhauerei, Plastik und Skulptur“ sowie „Bildnerisches Gestalten, Zeichnen und Malen“. 1980 übernahm er die künstlerische Gestaltung von sieben Kirchenfenstern der evangelischen Erlöserkirche in Bergheim-Niederaußem, wobei er zwei Fenster mit Evangelistennamen gestaltete und für fünf Fenster ein durchgehendes Ährenmotiv entwarf. In seinen letzten Lebensjahren beschäftigte er sich mit kalligraphischen Arbeiten.
Heinrich „Heinz“ Klein-Arendt verstarb mit 89 Jahren. Seinen letzten Auftrag, eine Bronzetafel mit Inschrift, die an frühere Aufenthalte seines Studienkollegen Günter Grass in der damals noch eigenständigen Gemeinde Oberaußem erinnert, konnte Klein-Arendt nicht mehr fertigstellen. Der Schriftsteller Günter Grass wohnte nach dem Zweiten Weltkrieg kurze Zeit in Oberaußem bei seinen Eltern, die dort nach ihrer Vertreibung heimisch geworden waren, und besuchte sie dort später oft. In seinem 1959 erschienenen, weltberühmten Roman Die Blechtrommel verarbeitete Grass die beeindruckende Aussicht vom Oberaußemer Friedhof auf das „zischende, immer explodieren wollende Kraftwerk Fortuna Nord“. Die Bronzetafel wurde nach Klein-Arendts Entwurf von einem anderen Metallbildner fertiggestellt und Anfang 2006 an der Friedhofswand angebracht.

### Familie
Heinrich Klein-Arendt war verheiratet und hatte zwei Söhne. Sein Sohn Reinhard Klein-Arendt (* 1959) lehrt als Privatdozent am Institut für Afrikanistik an der Universität zu Köln und ist Mitinhaber einer Wissenschaftsberatungs-Gesellschaft.

## Ehrungen
Die Anfang 2006 eingeweihte Gedenktafel zur Erinnerung an die früheren Aufenthalte von Günter Grass in Bergheim-Oberaußem wurde durch den Initiator, das Stadtteilforum Oberaussem, und den Stifter, die RWE Power AG Kraftwerke Fortuna/Oberaußem, mit folgendem Zusatz versehen:

„ZUM GEDENKEN AN HEINZ KLEIN-ARENDT“

Außerdem fand zu seinem Gedenken Anfang 2007 in Bergheim-Niederaußem die Kunstausstellung „Heinrich Klein-Arendt. Was ist der Mensch, dass Du seiner gedenkst?“ statt. Sowohl in der katholischen Kirche St. Paulus als auch in der evangelischen Erlöserkirche, deren Kirchenfenster Klein-Arendt 1980 gestaltet hatte, wurden jeweils eine Reihe seiner Kleinplastiken und andere Arbeiten aus verschiedenen Schaffensperioden ausgestellt. Begleitend dazu erfolgten mehrere Veranstaltungen und Ausstellungsführungen in den beiden Kirchen.

## Zitat
„Vor dem Hintergrund dieses Willens zur gleichsam universalen Qualität der Harmonie ist das Werk Klein-Arendts zu sehen; denn es ist nicht spektakulär – aber es läßt sichtbar werden.“

## Werke (Auswahl)

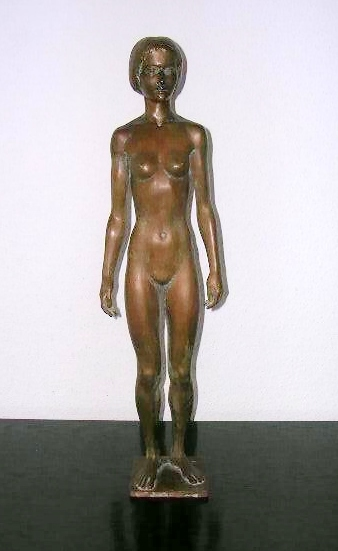
Brigitte, 1979, Kleinplastik aus Bronze (im Privatbesitz)

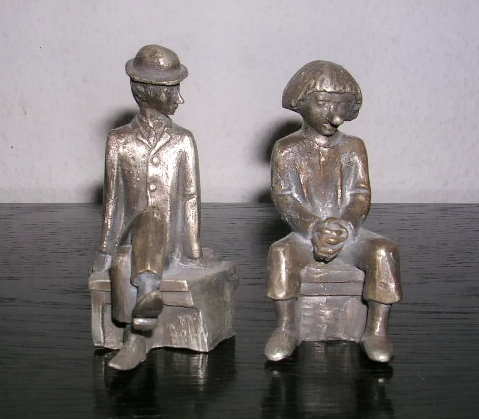
Tünnes und Schäl, um 1990, Kleinplastik-Figurengruppe aus Bronze (im Privatbesitz)

Skulpturen und Plastiken im öffentlichen Raum
- 1955: Sonnenuhr, Kupfer getrieben mit Marmormosaik, vor der Schule Duisburg-Wanheim
- 1957: Sonnenuhr, Kupfer getrieben, vor dem Humboldt-Gymnasium in Köln
- 1962: „Mutter mit Kindern“, Figurenstele aus Muschelkalk, vor dem Behördenhaus in Coesfeld
- 1969: „Die vier Haimonskinder“, Figurengruppe aus Bronze auf Steinsockel, vor der Schule Geilenkircher Straße in Köln-Braunsfeld
- 1981: „In Erwartung des Vaters“, Figurengruppe aus Bronze, Hubert-Rheinfeld-Platz in Bergheim

Kleinformatige Skulpturen und Plastiken
- 1951: Kniende, Bronze, 34 cm
- 1952: Drei Mädchen, Bronzerelief, 11 cm
- 1953: Hockende, weißer Carrara-Marmor
- 1955: Melitta, Bronze, 47 cm
- 1959: Läufer, Relief
- 1960: Mädchen auf der Bank, Bronze
- 1960: Kniende (Junta), Bronze, 21 cm
- 1961: Kleine Stehende, Bronze, 24 cm
- 1964: Trude, Bronze, 41 cm
- 1965: Unter der Dusche, Belgischer Granit, 85 cm
- 1966: Kauernde, Diabas, 21 cm
- 1968: Sitzendes Mädchen, Bronze
- 1979: Brigitte, Bronze
- Um 1990: Tünnes und Schäl, Kleinplastik-Figurengruppe aus Bronze (Nach den beiden legendären Figuren Tünnes und Schäl aus dem Hänneschen-Puppentheater der Stadt Köln)

Künstlerische Grabmalgestaltungen
- 1956: 2 Grabstelen, Diabas, zunächst aufgestellt auf dem Friedhof Köln-Deutz während der Bundesgartenschau in Köln 1957, seitdem auf dem Friedhof Köln-Ehrenfeld
- 1966: Reihensteine mit Inschriften, Muschelkalk, auf dem Friedhof Melaten in Köln

Kirchenfenster
- 1980: 2 Bleiglasfenster, mit Evangelistennamen, Erlöserkirche in Niederaußem
- 1980: 5 Bleiglasfenster, mit einem durchgehenden Ährenmotiv, Erlöserkirche in Niederaußem

## Ausstellungen (Auswahl)
- 1953: Jahresschau Kölner Künstler 1953, Kölnischer Kunstverein
- 1953: Große Weihnachtsausstellung 1953 der Bildenden Künstler von Rheinland und Westfalen, Kunstpalast Düsseldorf
- 1959: Winterausstellung der Bildenden Künstler von Rheinland und Westfalen, Kunstpalast Düsseldorf
- 1960: Jahresausstellung 1960, Kölnischer Kunstverein
- 1960/1961: 10. Winterausstellung der Bildenden Künstler von Rheinland und Westfalen, Kunstpalast Düsseldorf
- 1980: Der Bildhauer Heinrich Klein-Arendt, Kunstausstellung der Stadt Bergheim in der Stadthalle Bergheim (Begleitschrift von Peter J. Tange, Rheinisches Museumsamt)